# Беличий кускус
Беличий кускус, или беличий поссум, или поссум Ледбитера (лат. Gymnobelideus leadbeateri) — единственный вид из рода беличих кускусов семейства Сумчатые летяги. Эндемик Австралии. Видовой эпитет дан в честь британского натуралиста Бенджамина Ледбитера (1760—1837).

## Распространение
Обитает в юго-восточной части австралийского штата Виктория на территории площадью 3500 км², являясь одним из самых изолированных видов сумчатых животных. Длительное время считался вымершим видом. Однако в 1961 году учёным удалось найти небольшую популяцию этого животного.
Беличьи кускусы — обитатели густых лесов. Встречаются на высоте от 500 до 1500 м.

## Внешний вид
Размеры мелкие. Длина тела составляет около 140 мм, хвоста — 160 мм. Размеры особей разного пола не отличаются. Средний вес взрослой особи составляет около 135 г.
Уши средние, треугольные, широкие, голые. Пальцы с расширенными подушечками и небольшими когтями. Кончик хвоста, который служит для баланса тела, покрыт удлинёнными волосами. Волосяной покров на спине серый или серо-бурый с чёрной срединной полосой и тёмными пятнами перед и позади глаза и позади уха. Брюхо покрыто мехом жёлтого оттенка.

## Образ жизни
Ведут древесный образ жизни. Обитают в дуплах умерших деревьев. Активность приходится на ночь. Питаются преимущественно насекомыми, иногда нектаром.

## Размножение
Моногамны. Сумка развита хорошо. Количество сосков 4. Период беременности очень короткий (не более 20 дней). Детёныши рождаются крайне беспомощными, поэтому после рождения в течение около 85 дней остаются в сумке матери. На третий месяц жизни выходят из сумки. Половая зрелость наступает на втором году жизни.